# 当代中国研究所
当代中国研究所（英語：The Institute of Comtemporary China Studies），简称当代所，隶属中国社会科学院。“主要任务是研究、编纂和出版中华人民共和国史，搜集和编辑有关国史资料，参与国史的宣传与教育，联系与协调各地区、各部门的国史研究工作。”

## 简介
1990年6月28日经中共中央批准成立，2011年5月12日成为中国社会科学院直接管理的研究所，为副部级。
主办双月刊《当代中国史研究》、中华人民共和国国史网、中华人民共和国国史学会。主管当代中国出版社。

## 历任领导
| 所长 - 李力安（1993年5月—2001年1月1日） - 朱佳木（2001年1月2日—2012年4月8日） - 李捷（2012年4月9日—2014年5月） - 荆惠民（2014年5月—2017年5月） - 姜辉（2018年12月—2022年4月，至2021年7月为中国社会科学院党组成员兼，2021年7月起为中国社会科学院副院长兼） - 李正华（2022年4月—2025年，副所长（主持工作）） - 金民卿（2025年7月—，中国社会科学院党组成员兼） | 副所长 …… - 李正华（2018年12月—，正局级，兼当代中国出版社社长，2022年4月至2025年主持当代中国研究所工作） - 宋月红（2020年12月—，2024年12月起为正局级，兼机关党委书记，2023年7月起兼纪检组组长） - 王兵（2025年1月—，正局级） |

## 成果
《中华人民共和国史稿》、《中华人民共和国史编年》、《当代中国》等国史类丛书。